# ポケットレーサー
『ポケットレーサー』（Pocket Racer）は、ナムコが1997年に稼働開始したアーケード用レースゲーム。
遊戯施設向けに『リッジレーサーレボリューション』を子供向けにアレンジして専用筐体に組み込んだ製品。プレイステーション互換基盤「SYSTEM11」を使用している。2台接続で2人対戦プレイに対応している。
『リッジレーサーレボリューション』の隠し要素である「プリティレーサーモード」をベースとしており、全車チョロQのようなデフォルメサイズの見た目となっており、マシン性能はグリップが高くドリフトがしにくくオーバーステア気味なセッティングで、バンパープッシュすると敵車が高速でスピンするといった演出に変わっている。
コースはシーサイド（『リッジレーサーレボリューション』の初級コース）とマウンテン（初代『リッジレーサー』の初級・中級のコース）の2種が走行可能。コース中のナムコ作品の広告看板はオリジナル版から差し替えられており、ADVAN（ヨコハマタイヤ）がスポンサーとして看板に出るところがある。

## 車種
『リッジレーサーレボリューション』と同一の14台のマシンが登場し、プレイヤーは以下の4台が使用可能。車種ごとに性能差が付けられていたオリジナル版とは違い、全車種6ATで、最高速度は200km/hに統一されている。
デフォルトのマシングラフィックは前述の通りデフォルメサイズだが、サービス設定により通常サイズに変更することができる。プレイ開始した後でも、車種選択時に視点切り替えボタンを押しながら選ぶことでサイズの切り替えが可能。
- #3 F/A RACING
- #8 RT NEBULASRAY
- #13 13th RACING
- #0 WHITE ANGEL